# 朴載正
朴載正（韓語：박재정，1980年6月24日—），韓國男演員。

## 影視作品

### 電視劇
- 2006年：MBC《搞笑一家親》
- 2007年：KBS《我是老師》
- 2008年：OCN《不要追究過去》
- 2008年：KBS《你是我的命運》飾演 姜浩世
- 2008年：MBC《甜蜜人生》
- 2009年：MBC《善德女王》飾演 斯多含
- 2009年：OCN《朝鮮推理活劇 丁若鏞（朝鲜语：조선추리활극 정약용）》
- 2010年：SBS《Coffee House》飾演 金東昱
- 2012年：OCN《神的測驗3》飾演 朴仲閔
- 2013年：KBS《至誠感天》飾演 安正豪
- 2013年：JTBC《老大》飾演 李仁豪
- 2014年：MBC《說出你的願望》飾演 張賢宇（特別演出）
- 2018年：MBC《富家公子》飾演 金鍾勇

### 電影
- 2008年：《永遠和你在一起》
- 2010年：《Le Vert》
- 2014年：《Sketch》

### MV
- 2007年：玻璃箱子&裴瑟琪《離別旅行》
- 2007年：SoulStar（Ft.白智榮）《我們分手的時候》
- 2007年：MC the MAX《女vs女》
- 2008年：Sweet Sorrow《遠去》
- 2010年：安珍慶《愛很可悲》
- 2010年：WAX《離別故事》

## 綜藝節目
- 2009：MBC《我們結婚了》與After School的UEE成為牛奶焦糖夫婦
- 2010-10-12、2010-10-19: SBS《強心臟》E47、E48